# اريانا غرينبلات
اريانا غرينبلات (بالإنجليزية: Ariana Greenblatt)‏ هي ممثلة أمريكية، ولدت في 27 أغسطس 2007 في نيويورك في الولايات المتحدة.

## أعمال

### أفلام
- (2018) الحرب اللانهائية[1][1]

## وصلات خارجية
- اريانا غرينبلات على موقع IMDb (الإنجليزية)
- اريانا غرينبلات على موقع روتن توميتوز (الإنجليزية)
- اريانا غرينبلات على موقع ألو سيني (الفرنسية)
- اريانا غرينبلات على موقع قاعدة بيانات الفيلم (الإنجليزية)
- اريانا غرينبلات على موقع كينوبويسك (الروسية)